# Giro del Interior de San Pablo 2011
La 4.ª edición del Giro del Interior de San Pablo, puntuable para el UCI America Tour se disputó del 15 al 19 de marzo de 2011.
Un prólogo y 4 etapas comprendieron el recorrido para totalizar los 462 km con que contó la prueba en la que iniciaron 121 ciclistas de 22 equipos, de los cuales 66 culminaron la competencia.
Flávio Reblin del equipo Memorial/Santos/Giant resultó el ganador seguido por bielorruso Andrei Krasilnikau y por el ganador de la edición de 2010 Renato Seabra. En las clasificaciones secundarias, Renato Seabra dominó en la montaña y Raphael Serpa en la clasificación por puntos. La clasificación por equipos fue para el Chipotle Development Team de Estados Unidos.

## Etapas
| Etapa   | Fecha       | Recorrido                                | km        | Ganador                                   | Líder                                     |
| Prólogo | 15 de marzo | Barra Bonita                             | 1,1 (CRI) | Flavio Cardoso (Funvic)                   | Flavio Cardoso (Funvic)                   |
| 1ª      | 16 de marzo | Barra Bonita-Macatuba-Barra Bonita       | 122       | Flavio Cardoso (Funvic)                   | Flavio Cardoso (Funvic)                   |
| 2ª      | 17 de marzo | Bocaina-Garapuã-Bocaina                  | 118       | Raphael Serpa (São Lucas/Giant/Americana) | Raphael Serpa (São Lucas/Giant/Americana) |
| 3ª      | 18 de marzo | Igaraçu do Tietê-Agudos-Igaraçu do Tietê | 152       | Renato Seabra (DataRo)                    | Flávio Reblin (Memorial/Santos/Giant)     |
| 4ª      | 19 de marzo | Barra Bonita-Barra Bonita                | 69        | Raphael Serpa (São Lucas/Giant/Americana) | Flávio Reblin (Memorial/Santos/Giant)     |

## Clasificaciones finales

### Clasificación individual
| Posición | Ciclista                | Equipo                                 | Tiempo     |
| -------- | ----------------------- | -------------------------------------- | ---------- |
|          | Flávio Reblin           | Memorial/Santos/Giant                  | 9h 58' 08" |
| 2        | Andrei Krasilnikau      | Chipotle Development Team              | + 1"       |
| 3        | Renato Seabra           | Clube DataRo de Ciclismo-Foz do Iguaçu | + 30"      |
| 4        | Renato Ruiz             | Padaria Real/Caloi                     | + 33"      |
| 5        | Raphael Serpa           | São Lucas/Giant/Americana              | + 35"      |
| 6        | Halysson Ferreira       | Velo/Seme/Río Claro                    | + 37"      |
| 7        | Lachlan Morton          | Chipotle Development Team              | + 38"      |
| 8        | André Pullini           | São Lucas/Giant/Americana              | + 46"      |
| 9        | Thiago Nardin           | São Francisco Saúde/Ribeirão Preto     | + 48"      |
| 10       | José Eriberto Rodrígues | Padaria Real/Caloi                     | + 56"      |

### Clasificación por puntos
| Posición | Ciclista       | Equipo                    | Puntos |
| -------- | -------------- | ------------------------- | ------ |
|          | Raphael Serpa  | São Lucas/Giant/Americana | 22     |
| 2        | Flavio Cardoso | Funvic-Pindamonhangaba    | 17     |
| 3        | Renato Ruiz    | Padaria Real/Caloi        | 13     |

### Clasificación montaña
| Posición | Ciclista                | Equipo                                 | Puntos |
| -------- | ----------------------- | -------------------------------------- | ------ |
|          | Renato Seabra           | Clube DataRo de Ciclismo-Foz do Iguaçu | 22     |
| 2        | Tiago Fiorilli          | Funvic-Pindamonhangaba                 | 14     |
| 3        | José Eriberto Rodrígues | Padaria Real/Caloi                     | 10     |

### Clasificación por equipos
| Posición | Equipo                                 | Tiempo      |
| -------- | -------------------------------------- | ----------- |
|          | Chipotle Development Team              | 29h 55' 00" |
| 2        | Padaria Real/Caloi                     | + 2' 51"    |
| 3        | Funvic-Pindamonhangaba                 | + 4' 07"    |
| 4        | Clube DataRo de Ciclismo-Foz do Iguaçu | + 4' 20"    |
| 5        | São Lucas/Giant/Americana              | + 5' 41"    |